# П. С. Нивас
Панаямпарамбил Шринивасан, более известный как П. С. Нивас (малаял. പി.എസ്. നിവാസ്; 27 мая 1946, Кожикоде, Британская Индия — 1 февраля 2021, Кожикоде, Керала) — индийский кинооператор и кинорежиссёр
, работавший преимущественно в кино на малаялам и тамильском языках.

## Биография
Родился в доме на Коттарам-роуд, район Надаккаву, Кожикоде. После окончания колледжа Святого Иосифа в родном городе, переехал в Мадрас и поступил в Институт кинематографии в Адьяре.
Свою карьеру в кино Нивас в качестве ассистента оператора Ашока Кумара. 
Его первым фильмом стал Kuttyedathi (1971) П. Н. Менона.
Как самостоятельный кинооператор Нивас дебютировал в фильме 1975 года Sathyathinte Nizhalil режиссёра Бабу Нантанкоде.
После этого он работал над такими фильмами на малаялам как Sindooram (1976), Shankhupushpam (1977), Sooryakanthi (1977) и Lisa (1978). 
За операторскую работу в фильме Mohiniyaattam в 1977 году он получил Национальную кинопремию. Посмотрев этот фильм в кинотеатре Бхаратираджа позвал его оператором в свой дебютный фильм «В шестнадцать лет», снимавшийся на тамильском языке. В дальнейшем Нивас и Бхаратираджа вместе работали в таких фильмах как Kizhakke Pogum Rail, Красная роза и Ilamai Oonjal Aadukirathu (все 1978 года). Позднее когда Нивас дебютировал как режиссёр, сняв тамилоязычный Kallukkul Eeram (1980), Бхаратираджа сыграл в нём одну из важных ролей.
Помимо Kallukkul Eeram Нивас был режиссёром ещё трех фильмов: Enakkaga Kaathiru (1981), Nizhal Thedum Nenjangal (1982) и Sevvanthi (1994); и продюсером двух. На его счету как оператора такие фильмы на хинди как Solva Sawan (1979), Red Rose (1980), Aaj Ka Dada (1985) и Bhayanak Mahal (1988). 
Он также был оператором нескольких телугуязычных картин, в том числе Nimajjanam (1979) и «Фотография в свадебном альбоме» (1983), за первую из которых получил премию «Нанди».
П. С. Нивас скончался 1 февраля 2021 года в больнице медицинского колледжа в Кожикоде, где провёл до этого около месяца.
У него остались жена Шобха и дети Дон Нивас, Дханиша Нивас и Даяна Нивас.